# Milichus annae
Milichus annae är en skalbaggsart som beskrevs av Nicolas och Yves Cambefort 1994. Milichus annae ingår i släktet Milichus och familjen bladhorningar. Inga underarter finns listade i Catalogue of Life.